# Sœurs missionnaires du doux message
Les Sœurs missionnaires du doux message forment une congrégation religieuse féminine hospitalière et sociale de droit pontifical.

## Histoire
La congrégation est fondée le 4 octobre 1932 à Pontremoli par Séraphine Formai (1876-1954) sous le nom des sœurs missionnaires rurales de Notre-Dame du Bon Conseil. Le 2 février 1949, Giovanni Sismondo, évêque du diocèse de Pontremoli, publie le décret d'érection canonique de la communauté en congrégation de droit diocésain. Le 26 avril suivant, Mère Séraphine est reconnue comme fondatrice et supérieure générale.
L'institut prend le nom de sœurs missionnaires du doux message le 20 novembre 1972 et reçoit le décret de louange le 16 juillet 1974.

## Activité et diffusion
Les sœurs se consacrent à l'enseignement, surtout dans les zones rurales, et au soin des malades à domicile.
La maison-mère est à Pontremoli.
En 2017, la congrégation comptait 30 sœurs dans 6 maisons.